# Посёлок совхоза «Кучугуровский»
Совхо́за «Кучугу́ровский» — посёлок в Нижнедевицком районе Воронежской области.
Административный центр Хвощеватовского сельского поселения.

## Население
| 2010 |
| ---- |
| 440  |

## Улицы
- ул. Молодёжная,
- ул. Новая,
- ул. Садовая,
- ул. Советская,
- ул. Центральная.